# Олзей-оол, Николай Оскеевич
Николай Оскеевич Олзей-оол (Ользей-оол; тув. Николай Өскеевич Өлзей-оол; 20 февраля 1916 — 1994) — советский и российский тувинский актёр театра и кино. Заслуженный артист РСФСР (1975), Народный артист Тувинской АССР (1964).

## Биография
Родился 20 февраля 1916 года в селе Бай-Тал (на территории современного Бай-Тайгинского кожууна Тувы) в семье арата-скотовода. Учился в Кызыле, работал на золотых приисках. Был активистом ревсомола, в начале 1930-х годов был председателем арбанного совета в Бай-Тале. В 1935 году вступил в КПСС. В 1936 году, сразу после того как в Кызыле открылся Тувинский театр, Олзей-оол поступил в его труппу. В 1945 году окончил местную театральную студию.
Хорошо зарекомендовал себя в качестве драматического актёра. Среди его театральных ролей Сарыг-Ашак, Самбатык («Хайыран-бот» Кок-оола), Сандак («Тоигур-оол» Тока), Директор («Товарищ директор» Мунзука), Любим Торцов; Железнов («Васса Железнова»), Таланов («Нашествие»), Миллер («Коварство и любовь») и другие.
Исполнял тувинские народные песни. Из его песен наибольшей популярностью пользовалась «Ореховая тайга», которую часто транслировали по радио. Играл на национальных музыкальных инструментах: бызанчи, игил, хомус.
Снялся в семи кинокартинах. На киноэкране дебютировал в 1959 году в фильме режиссёра Андрея Апсолона «Люди голубых рек», исполнив одну из главных ролей — старика Кавай-оола. Это был первый фильм, в котором снялись тувинские актёры. Из кинолент с участием Олзей-Оола наибольший успех имел фильм Одесской киностудии «Что там, за поворотом?», вышедший в прокат в 1980 году. Эта картина посвящена памяти тувинских воинов-добровольцев и связи поколений.
Наиболее известные кинокартины "Костер в белой ночи", "След росомахи".

## Семья
Дочь - Галина Николаевна Ондар - всю жизнь проработала педагогом в школах Республики Тыва, имеет почетное звание Ветерана труда.
Сын — Сергей Николаевич Олзей-оол — стал музыкантом, пел в группе «АЯЛГА», затем руководил Тувинской государственной филармонией.

## Память
- Имя Николая Олзей-оола носит Дом культуры села Тээли Бай-Тайгинского кожууна[5].
- Николай Олзей-оол занесён в Государственную книгу «Выдающиеся люди Тувы XX века»[5].
- К 100-летию Николая Олзей-оола в его честь в Туве провели Неделю кино[5].

## Награды
- Заслуженный артист РСФСР (1975)[3]
- Народный артист Тувинской АССР (1964)[1]
- Юбилейная медаль «Тридцать лет Победы в Великой Отечественной войне 1941—1945 гг.»[5]
- Юбилейная медаль «Сорок лет Победы в Великой Отечественной войне 1941—1945 гг.»[5]